# 시요크강
시요크강(Shyok River)은 인더스강의 지류로 라다크 북부를 통과하여 파키스탄의 길기트발티스탄으로 유입되며 길이는 약 550km이다.
시요크강은 리모 빙하(Rimo Glacier)에서 시작된다. 그 배열은 매우 특이하다. 리모 빙하에서 시작하여 남동쪽 방향으로 흐르다가 판공(Pangong) 산맥에 합류하면서 북서쪽으로 회전하여 이전 경로와 평행하게 흐른다. 시요크계곡(Shyok Valley)은 누브라강(Nubra)과 합류하는 지점에서 넓어지지만 갑자기 야구룽(Yagulung, 34.77°N 77.14°E) 근처의 좁은 협곡으로 변하여 보그당(Bogdang), 투르툭(Turtuk) 및 탸크시(Tyakshi)를 거쳐 발티스탄(Baltistan)으로 이어진다. 계곡은 구르사이(Ghursay)의 살토로 강 교차점 근처에서 다시 넓어진다. 이 강은 스카르두(Skardu) 마을 동쪽 케리스(Keris)에서 인더스강과 합류한다.
시아첸(Siachen) 빙하에서 유래한 누브라강도 시요크강처럼 거동한다. 디스키트(Diskit) 이전에는 남동쪽으로 흐르는 누브라강이 시요크강을 만나 북서쪽으로 회전한다. 이 두 중요한 강의 수로의 유사성은 강의 상류 수로의 경계를 정하는 데 있어 북서-남동쪽으로 향하는 일련의 구석기 시대 단층선을 나타내는 것으로 보인다.